# Erica Morningstar
Erica Rachelle Morningstar (Regina, 3 de marzo de 1989) es una deportista canadiense que compitió en natación.
Ganó dos medallas en el Campeonato Pan-Pacífico de Natación, plata en 2006 y bronce en 2010.
Participó en dos Juegos Olímpicos de Verano, en los años 2008 y 2012, ocupando el séptimo lugar en Pekín 2008, en la prueba de 4 × 100 m estilos.

## Palmarés internacional
| Campeonato Pan-Pacífico | Campeonato Pan-Pacífico | Campeonato Pan-Pacífico | Campeonato Pan-Pacífico |
| Año                     | Lugar                   | Medalla                 | Prueba                  |
| ----------------------- | ----------------------- | ----------------------- | ----------------------- |
| 2006                    | Victoria (Canadá)       | Medalla de plata        | 4 × 100 m libre         |
| 2010                    | Irvine (Estados Unidos) | Medalla de bronce       | 4 × 100 m libre         |